# Mudassar Syed
Mudassar Syed, född den 18 oktober 1947, är en pakistansk landhockeyspelare.
Han tog OS-silver i herrarnas landhockeyturnering i samband med de olympiska sommarspelen 1972 i Montréal.
Därefter tog Syed OS-brons i samma gren i samband med de olympiska sommarspelen 1976 i Montréal.